# Cemientnyj (obwód swierdłowski)
Cemientnyj (ros. Цементный) – osiedle w Rosji, w obwodzie swierdłowskim, w rejonie niewjańskim. W 2010 liczyło 5808 mieszkańców.